# Neophylax ottawa
Neophylax ottawa är en nattsländeart som beskrevs av Vineyard och Wiggins 1987. Neophylax ottawa ingår i släktet Neophylax och familjen Uenoidae. Inga underarter finns listade i Catalogue of Life.